# Dischidia indragirensis
Dischidia indragirensis är en oleanderväxtart som beskrevs av Rudolf Schlechter. Dischidia indragirensis ingår i släktet Dischidia och familjen oleanderväxter. Inga underarter finns listade i Catalogue of Life.